# クリーンプラザよこて
クリーンプラザよこては、秋田県横手市柳田にあるゴミ処理施設。主に熱回収施設とリサイクルセンターから構成される施設で、家庭ゴミや事業系ゴミの自己搬入が可能である。

## 概要
横手市全域をカバーするゴミ処理施設で、同市の家庭ゴミと事業系一般廃棄物の受け入れを行う。焼却能力は1日当たり90tで、処理方法はストーカ炉。リサイクルセンターの処理能力は1日当たり30t。
熱回収施設では、可燃ゴミを焼却した際に発生した熱で蒸気を作り、蒸気タービンを利用して発電を行っている。ここで発電された電気は、施設内で利用されるほか、市内の小・中学校でも利用される。リサイクルセンターでは、回収した各種資源ゴミを処理し、再生工場へ搬出している。
ゴミ回収の取り組みとして、家庭から出た古紙・衣類ゴミを出すことができる「常設型資源回収ステーション」を市内に設置している（横手市役所大雄地域局、クリーンプラザよこての2箇所）。回収ステーションは8:30 - 17:00の時間で利用可能（クリーンプラザ内の回収ステーションは16:30まで）。水銀製品・蛍光灯・電池類は大雄地域局内の回収ステーションのみで回収している。
施設内の見学を予約制で受け付けている。見学できるは平日のみで、1日2回実施（10:00からと14:00からの2回）、所要時間は約60分。
県内では初となるデザイン・ビルド・オペレート（DBO）方式での運用となっており、荏原環境プラント・横手建設・伊藤建設工業の共同企業体によって設計・施工が行われ、稼働後の施設管理・維持を、荏原環境プラント出資の特別目的事業体、よこてEサービスが20年間行う契約となっている。

## 歴史
現行の横手市は、2005年（平成17年）10月1日の市町村合併にて誕生した。当時、横手市のゴミ処理施設は、横手平鹿広域市町村圏組合が設置した「東部環境保全センター」（1984年開設、処理対象地域は横手、山内）、「南部環境保全センター」（1992年開設、処理対象地域は増田・平鹿・十文字）、「西部環境保全センター」（1991年開設、処理対象地域は大森・大雄・雄物川）の焼却施設を合併後も運用していた。
秋田県のゴミ処理広域化計画において、「横手市・平鹿郡ブロック」とされる地域は合併後の新・横手市全域の範囲に相当し、ゴミ処理施設の統合を実施することでこの広域化計画が完了することができることと、3施設の老朽化が進行しており、耐用年数を超えていることなどから、市内3か所のゴミ処理施設（東・南・西部環境保全センター）は1つの施設（後のクリーンプラザよこて）に統合されることとなった。
2012年（平成24年）9月11日に都市計画を決定。2013年（平成25年）より新しいゴミ処理施設の建設工事がはじまり、2016年（平成28年）4月1日に「クリーンプラザよこて」として供用が開始された。
なお、運用が終了した市内3箇所の環境保全センターは、2018年（平成30年）より撤去工事がはじまり、2020年（令和2年）に撤去を完了している。東部環境保全センターの跡地については「横手第一雪捨場」として活用されている。

### 年表
- 1984年（昭和59年）3月：「東部環境保全センター」を睦成字七日市41番地に開設。1日当たり80tのゴミを処理可能。[11][9]
- 1991年（平成3年）3月：「西部環境保全センター」を大森町猿田字坊ヶ沢56番地1に開設。1日当たり40tのゴミを処理可能。[11]
- 1992年（平成4年）3月：「南部環境保全センター」を十文字町腕越字石倉33番地に開設。1日当たり60tのゴミを処理可能。[11]
- 2013年（平成25年）6月：クリーンプラザよこて着工[2]。
- 2016年（平成25年）4月1日：「クリーンプラザよこて」稼働開始[2]。
- 2018年（平成30年）：環境保全センターの撤去工事開始[13]。
- 2020年（令和2年）：環境保全センター撤去工事完了[13]。

## 施設
クリーンプラザよこての主な施設。
- 計量棟：ゴミの搬入、持ち込み時の受付を行う。
- 管理棟：施設見学等の施設利用に関する受付を行う。
- リサイクルセンター：不燃ゴミ、粗大ゴミからの資源物回収や資源ゴミの中間処理を行う。
- 熱回収施設：ゴミの焼却によって生じる熱を回収して電気に変換する「廃棄物発電」を行う。

## 営業時間
- ゴミ受け入れ可能時間：8:00 - 16:30（祝日を含む）

### 休業日
- 日曜日（毎月第3日曜日を除く）
- 年始（1月1日から1月3日）

## アクセス
自動車
E46 秋田自動車道 / E13 東北中央自動車道 横手ICから約3分
鉄道
奥羽本線 柳田駅から徒歩で約15分
周辺施設
- 国道13号
- 秋田ふるさと村
  - 秋田県立近代美術館
- ホテルルートイン横手インター